# Бибик, Тарас Игоревич
Тарас Игоревич Бибик (род. 27 марта 1992, Черновцы) — украинский легкоатлет, специалист по бегу на короткие и средние дистанции. Выступал за сборную Украины по лёгкой атлетике в 2009—2013 годах, обладатель серебряной медали молодёжного чемпионата Европы, победитель и призёр первенств национального значения, участник ряда крупных международных турниров, в том числе чемпионата мира в Москве. Мастер спорта Украины международного класса.

## Биография
Тарас Бибик родился 27 марта 1992 года городе Черновцы.
Занимался лёгкой атлетикой в Областной школе высшего спортивного мастерства, проходил подготовку под руководством тренера О. С. Лобанова.
Впервые заявил о себе в лёгкой атлетике на международном уровне в сезоне 2009 года, когда вошёл в состав украинской национальной сборной и выступил на Всемирной Гимназиаде в Дохе, где стартовал в беге на 400 метров.
В 2010 году бежал 800 метров на юниорском мировом первенстве в Монктоне.
В 2011 году на дистанции 800 метров дошёл до полуфинала на юниорском европейском первенстве в Таллине.
Одним из самых успешных сезонов в его спортивной карьере оказался сезон 2013 года, когда он установил свои личные рекорды в беге на 400 и 800 метров помещении — 49,37 и 1:48,93, а также на открытом стадионе — 47,16 и 1:46,20 соответственно. Финишировал пятым на 800-метровой дистанции на чемпионате Европы в помещении в Гётеборге. Побывал на молодёжном европейском первенстве в Тампере, где стал серебряным призёром в дисциплине 800 метров и занял восьмое место в эстафете 4 × 400 метров. Принимал участие в чемпионате мира в Москве, в программе бега на 800 метров не смог пройти дальше предварительного квалификационного этапа.
Завершил спортивную карьеру по окончании сезона 2014 года.
За выдающиеся спортивные достижения удостоен почётного звания «Мастер спорта Украины международного класса».